# Колчестер Коммьюнити
«Колчестер Коммьюнити» (англ. Colchester Community Stadium) — стадион, расположенный в городе Колчестер, графство Эссекс, Восточная Англия. Открыт в 2008 году, на данный момент вмещает 10 105 зрителей. Преимущественно используется для проведения футбольных матчей, являясь официальной домашней ареной для местной команды «Колчестер Юнайтед».

## История
Предыдущий стадион команды носил наименование «Лэйер Роад» и был возведен в 1910 году. Первоначально на арене выступал любительский коллектив «Колчестер Таун», расформированный в 1937 году в связи с появлением в городе профессиональной команды «Колчестер Юнайтед».

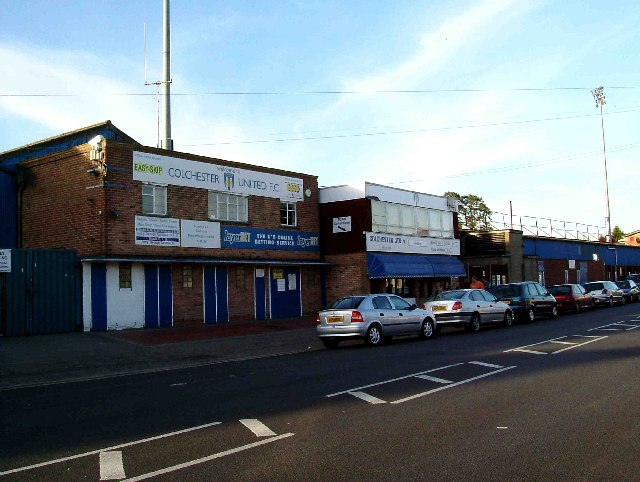
«Лэйер Роад» — бывший стадион «Колчестер Юнайтед», снимок сделан в октябре 2005 года

Предложения о смене стадиона начали появляться уже с 1970-х годов, поскольку «Лэйер Роад» начал устаревать и перестал отвечать новым нормам комфорта и безопасности.
Председатель «Колчестер Юнайтед» Морис Кадман заявил о том, что на улучшение основных характеристик стадиона потребуется выделить 280 000 фунтов стерлингов. Земельный участок под строительство новой арены был официально приобретен клубом у властей города в 1971 году.
Согласно планам руководства команды, предлагалось построить стадион «адекватных» размеров общей вместимостью 18 000 зрителей. В 1976 году городской совет Колчестера создал рабочую группу по стадиону для поиска решений, определения местоположения и изучения целесообразности строительства новой арены для города.
В сезоне 1980/81 были представлены планы строительства стадиона на Аллее памяти в Колчестере. Тем не менее, клуб завершил сезон на 22-м месте из 24 в турнирной таблице третьего дивизиона и вылетел в Четвертый дивизион со средним показателем забитых мячей всего 2641 и новой рекордно низкой посещаемостью — 1430 человек.
План стадиона был отклонен советом на основании ограничений, предусмотренных законом. После пожара на стадионе «Брэдфорд Сити» 11 мая 1985 года, в результате которого погибло 56 человек из-за устаревшей деревянной конструкции стадиона, стало крайне важно ускорить переезд «Колчестер Юнайтед» с «Лэйер Роад» на новый стадион. Всего 18 дней спустя произошла катастрофа на стадионе «Эйзель», приведшая к смерти 39 человек. На улучшение безопасности «Лэйер Роад» требовалось 500 000 фунтов стерлингов, но, не имея денег, клуб закрыл часть трибун стадиона, что в итоге сократило пропускную способность арены до 4900 человек.
Обсуждалось новое место для строительства стадиона в городском районе Тернер Райз, а на период возведения арены рассматривался вариант совместного использования «Портмен Роуд» с клубом «Ипсвич Таун». Однако планы были отложены и в конечном итоге отменены. Более поздний план строительства стадиона на улице Уик-Лейн был отвергнут, поскольку «Колчестер» впервые за 40 лет вылетел из Футбольной лиги.
«Лайер Роуд» был продан властям города за 1,2 миллиона фунтов стерлингов в начале 1990-х годов, чтобы погасить долги «Колчестер Юнайтед», и клуб арендовал стадион на три года. После этого Футбольная лига потребовала, чтобы все клубы арендовали все стадионы минимум на десять лет, на что Совет продлил соглашение. Тем временем городской совет также определил десять потенциальных мест для строительства нового стадиона, которые будут заключены по контракту, и изучил каждую из них.
Когда место было окончательно выбрано в апреле 1999 года, были представлены планы, которые включали бы выделенный участок площадью 30 акров, на десяти акрах которого разместились бы автостоянка и система парковок и аттракционов, а еще десять — для коммерческого использования, включая отели и развлекательные заведения. Заявка была подана одновременно с планами строительства новой крупной развязки на трассе A12. В июле 2003 года было утверждено согласие на общее планирование, включая разрешение на строительство 1500 домов, полицейского участка и начальной школы. Новая арена получила название «Колчестер Коммьюнити». Заявка на строительство была направлена заместителю премьер-министра Джону Прескотту для принятия финального решения. Прескотт дал свое одобрение проекту в январе 2005 года, что означало, что строительные работы могут начаться уже в 2006 году.
13 ноября 2006 года исполнительный директор «Колчестер Юнайтед» Мари Партнер объявила, что стадион получил добро после преодоления серьезного препятствия. Совет поддержал стадион стоимостью 14,23 миллиона фунтов стерлингов, взяв кредит в размере 10,23 миллиона фунтов стерлингов. 
Остальные 4 миллиона фунтов стерлингов поступили в виде грантов от Футбольного фонда и местных органов власти и агентств по развитию. За другими хорошими новостями последовало объявление членов городского совета Колчестера о том, что работы на стадионе могут начаться до открытия нового подъездного пути, связанного с автомагистралью A12 в январе 2007 года. Всего две недели спустя подрядчиками строительства нового стадиона была объявлена шотландская фирма «Barr Construction».

#### Строительство и открытие
Работы на территории арены начались в июне 2007 года, 4 июня на место прибыла строительная техника. Строительные работы, наконец, начались в июле 2007 года с намерением завершить их к началу сезона 2008/09. Поскольку строительные работы близились к завершению, «Колчестер» объявил о том, что официально стадион будет называться «Colchester Community Stadium», но из-за сделки со строительной фирмой «Weston Homes» арена будет известна как «Weston Homes Community Stadium». Десятилетний спонсорский контракт стоил 2 миллиона фунтов стерлингов и включал в себя размещение логотипа спонсора на игровых футболках клуба на сезон 2008/09.

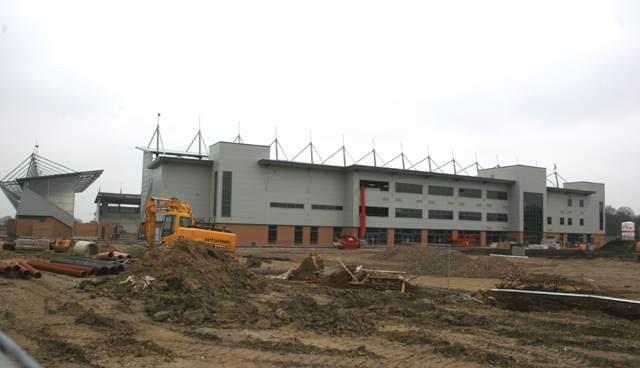
Стадион «Колчестер Коммьюнити» во время строительных работ, апрель 2008 года

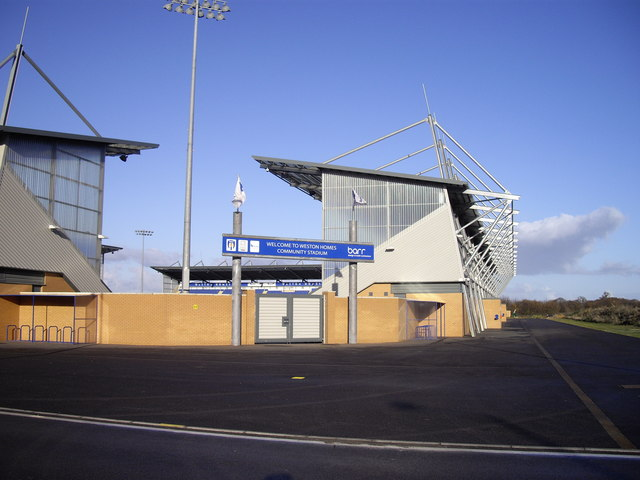
Юго-восточный угол стадиона «Колчестер Коммьюнити» в декабре 2009 года

Первым матчем, который состоялся на стадионе, была товарищеская встреча матч между «Колчестер Юнайтед» и испанским клубом «Атлетик Бильбао» 4 августа 2008 года. Первый гол на стадионе был забит Арицем Адурисом из «Бильбао» на 15-й минуте, однако форвард «Колчестера» Скотт Вернон сравнял счет с пенальти на 32-й минуте игры, записав на свой счет первый гол хозяев на арене. Встреча в итоге завершилась со счетом 2:1 в пользу испанского клуба. Первый матч в рамках первенства на стадионе состоялся 16 августа 2008 года, когда «Колчестер» принимал «Хаддерсфилд Таун» в присутствии 5340 зрителей.

## Структура арены
Стадион вмещает 10 105 зрителей и разделен на четыре трибуны, каждая из которых оборудована для комфортного расположения людей с ограниченными физическими возможностями. Западная трибуна — самая большая, на ней расположены как обычные места для болельщиков, так и 24 представительские ложи и корпоративные зоны.
В люксах могут разместиться до 400 человек. Директорские ложи расположены по обе стороны от входа в туннель, а зоны для прессы также разделены туннелем. Телевизионный экран расположен на крыше трибуны над представительскими ложами. На Западной трибуне расположены административные офисы клуба, официальный магазин клубной атрибутики, билетная касса и стойка регистрации.
Северная трибуна предназначена для болельщиков клубов — гостей во время матчей лиги.
Восточная трибуна является местом расположения болельщиков, посещающих игры с семьями
Южная трибуна вмещает активных поклонников «Колчестер Юнайтед», на ней могут разместиться до 2000 фанатов.

## Неспортивное использование
Помимо футбольных матчей, стадион также служит местом проведения целого ряда других мероприятий, включая конференции, банкеты, свадьбы, вечеринки и т. д. На стадионе имеется автостоянка на 600 мест, где проводятся различные торжественные ужины, игры в дартс, вечера комедий, вечера трибьют-групп, показы мод, церемонии награждения и выпускные вечера.

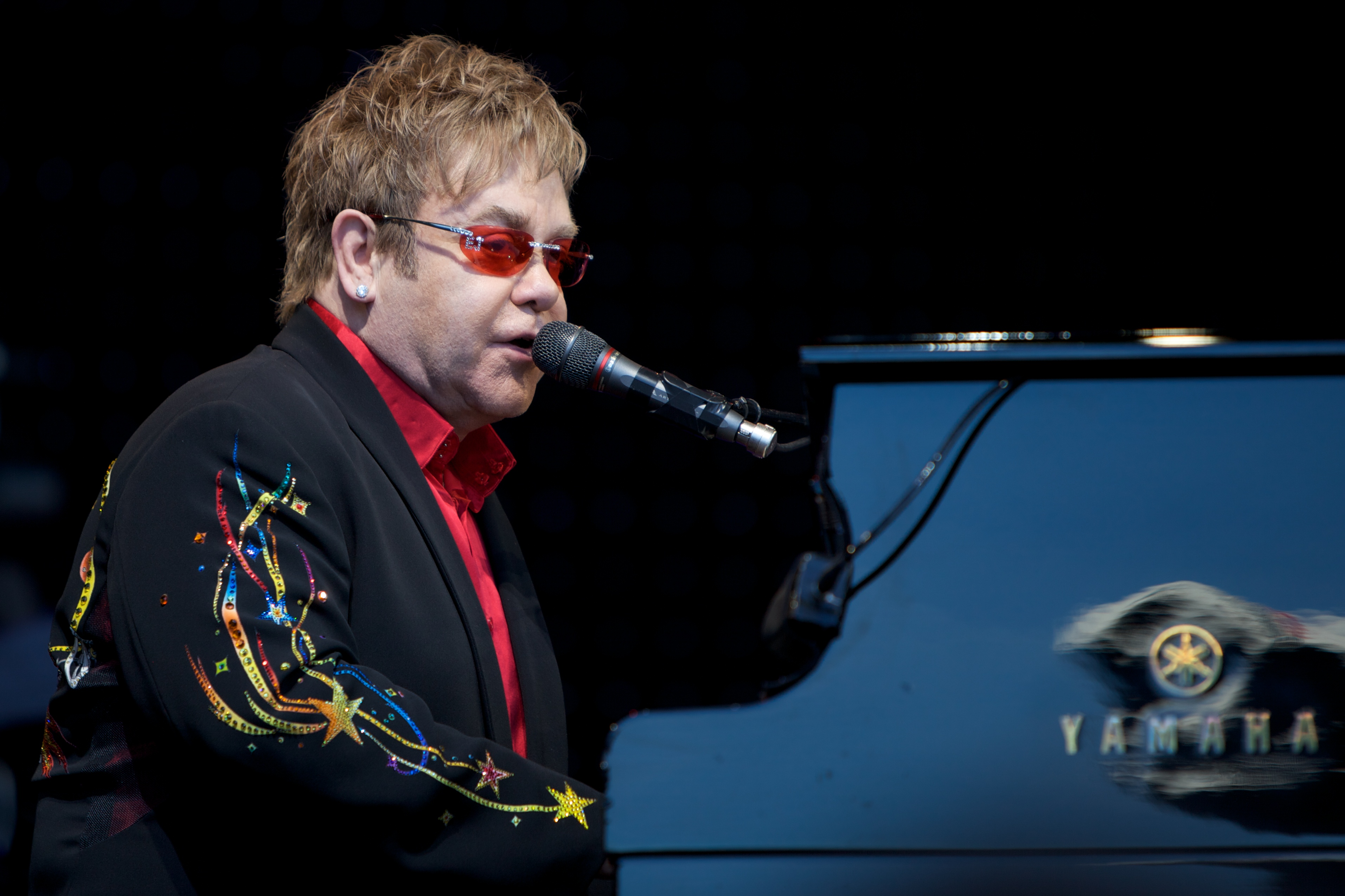
Концерт Элтона Джона на стадионе «Колчестер Коммьюнити» в июне 2014 года

Стадион впервые был использован в качестве музыкальной площадки под открытым небом 29 июня 2014 года, когда сэр Элтон Джон отыграл на арене свой первый в истории концерт в Колчестере. Посещаемость мероприятия составила около 16 500 человек. Американский певец Лайонел Ричи выступил на арене в июне 2016 года в рамках своего тура «All The Hits tour».
Аудитория в 17 000 человек наблюдала за выступлением британского певца Олли Мурса 10 июня 2017 года на третьем концерте под открытым небом, прошедшем на данном стадионе.

## Международные матчи
«Колчестер Коммьюнити» принимал шесть международных матчей: три с участием сборной Англии до 21 года, два с участием сборной Англии до 20 лет и один матч сборной Англии до 19 лет. 18 ноября 2008 года в первом международном матче на стадионе сборная Англии до 19 лет обыграла Германию со счетом 1:0 на глазах у 9 692 зрителей благодаря точному удару Генри Лэнсбери.
В следующем международном матче сборная Англии до 21 года квалифицировалась на молодёжный чемпионат Европы по футболу 2011 года, разгромив Литву со счетом 3:0. Дублем в той игре отметился Дэнни Уэлбек, еще один гол забил Марк Олбрайтон. 7 сентября 2010 года за данной игрой наблюдали 7240 человек. 
Сборная Англии до 21 года вернулась в Колчестер на отборочный матч молодёжный чемпионат Европы по футболу 2013 года 11 ноября 2011 года. В тот вечер хозяева поля одержали уверенную победу над Исландией со счетом 5:0. Голы забили Марвин Сорделл, Мартин Келли, Крейг Доусон, дубль на счету Гэри Гарднера. Посещаемость игры составила 10 051 человек. 
6 сентября 2016 года сборная Англии выиграла свой четвертый матч после почти пятилетнего отсутствия на стадионе в Колчестере. Игрок сборной Англии Маркус Рашфорд дебютировал в этой игре за национальную команду до 21 года, оформив хет-трик в ворота Норвегии. Соперник сборной Англии впервые в истории забил гол на «Колчестер Коммьюнити», когда Гаяс Захид забил гол престижа команды Норвегии. Итоговый результат матча составил 4:1 в пользу англичан.

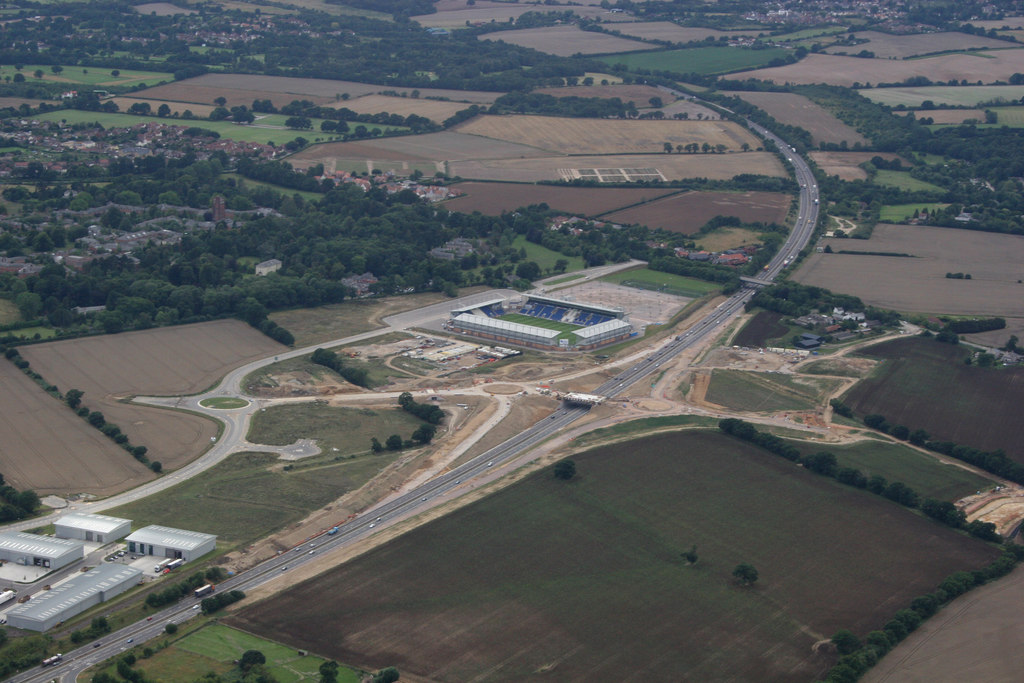
«Колчестер Коммьюнити» в августе 2010 года

Стадион также принимал женскую сборную Англии в матче квалификации чемпионата мира по футболу среди женщин 2019 года против Казахстана 28 ноября 2017 года. «Львицы» в итоге выиграли со счетом 5:0 благодаря голам Мелиссы Лоули, Фрэн Керби, а также дублям Никиты Пэррис и Иззи Кристиансен. Женская сборная Англии ранее уже играла на стадионе, уступив женской команде Исландии со счетом 2:0 16 июля 2009 года.

## Рекорды
Самая высокая посещаемость арены составила 10 064 человека, когда 16 января 2010 года «Колчестер Юнайтед» принимал «Норвич Сити». Бывший тренер «канареек» Пол Ламберт руководил клубом, когда «Колчестер Юнайтед» разгромили «Норвич» со счетом 7:1 в первом матче сезона на «Карроу Роуд». Вскоре после этого события Ламберт снова возглавил «Норвич», и из-за неприязни между клубами разгорелся серьезный скандал перед ответным матчем. Вышедший на замену Иэн Хендерсон был удален в своем дебютном матче за «Колчестер», когда «Норвич» одержал над соперником разгромную победу со счетом 5:0.

## Доступность
Стадион расположен недалеко от развязки 28 на автомагистрали A12. Арена вмещает чуть менее 700 автомобилей на главной автостоянке, а вокруг стадиона расположены две зоны высадки. В 2015 году открылся парк с аттракционами, расположенный на противоположной стороне автомагистрали A12, где болельщики имеют возможность парковаться в дни матчей.

## Награды
В мае 2009 года «Колчестер Коммьюнити» был признан абсолютным победителем премии Королевского института дипломированных геодезистов Восточной Англии. Специалисты RICS заявили, что проект стадиона был «фантастическим новым сооружением для футбольного клуба», однако он также принес «пользу более широкому сообществу» .Стадион также получил награду community benefit award.